# Perizoma completa
Perizoma completa är en fjärilsart som beskrevs av Paul Dognin 1911. Perizoma completa ingår i släktet Perizoma och familjen mätare. Inga underarter finns listade i Catalogue of Life.